# アルベルト・アインシュタイン世界科学賞
アルベルト・アインシュタイン世界科学賞（Albert Einstein World Award of Science）は世界文化理事会によって授与される科学の賞。名称はアルベルト・アインシュタインに由来する。賞金は10,000ドル。

## 受賞者
- 2025年 Mercouri Kanatzidis
- 2024年 Eske Willerslev
- 2023年 Christoph Gerber
- 2022年 ヴィクトリア・カスピ
- 2019年 Zhong Lin Wang (王中林)
- 2018年 ジャン＝ピエール・シャンジュー
- 2017年 オマー・ヤギー
- 2016年 エドワード・ウィッテン
- 2015年 エヴィン・ファン・ディショック
- 2014年 Philip Cohen
- 2013年 ポール・ナース
- 2012年 マイケル・グレッツェル
- 2011年 Geoffrey Alan Ozin
- 2010年 Julio Montaner
- 2009年 John T. Houghton
- 2008年 アダ・ヨナス
- 2007年 フレイザー・ストッダート
- 2006年 アハメッド・ズウェイル
- 2005年 ジョン・ホップフィールド
- 2004年 Ralph J. Cicerone
- 2003年 マーティン・リース
- 2002年 ダニエル・ハント・ジャンゼン
- 2001年 Niels Birbaumer
- 2000年 Frank Fenner
- 1999年 ロバート・ワインバーグ
- 1998年 Charles R. Goldman
- 1997年 Jean-Marie Ghuysen
- 1996年 アレック・ジェフリーズ
- 1995年 Herbert H. Jasper
- 1994年 フランク・シャーウッド・ローランド
- 1993年 Ali Javan
- 1992年 Raymond Lemieux
- 1991年 Albrecht Fleckenstein
- 1990年 Gustav Nossal
- 1989年 Martin Kamen
- 1988年 マーガレット・バービッジ
- 1987年 Hugh Huxley
- 1986年 モンコンブ・スワミナサン
- 1985年 Werner Stumm
- 1984年 Ricardo Bressani